# Albert Morrow
Albert Morrow (1863-1927) est un illustrateur, un affichiste et un dessinateur de presse britannique d'origine irlandaise.

## Biographie
Issu d'une famille d'artistes, Albert Morrow devient étudiant à la Government School of Art de Belfast, s'installe à Londres en 1882, et se lie au sculpteur Albert Toft (1862-1949).
Il collabore en tant qu'illustrateur à The English Illustrated Magazine, The Illustrated Bits, The Poster, Good Words, The New Magazine, et, dans les années 1920, à Punch.
Il expose à la Royal Academy et exécute de nombreux dessins pour des livres destinés à la jeunesse.
Son œuvre est aujourd'hui connue pour les centaines d'affiches produites entre 1895 et 1914, principalement destinées au monde du spectacle.
Jules Chéret reproduisit son affiche « The New Woman - Comedy Theatre » (Londres, 1894), dans sa revue Les Maîtres de l'affiche (1895-1900).

Exemples d'affiches
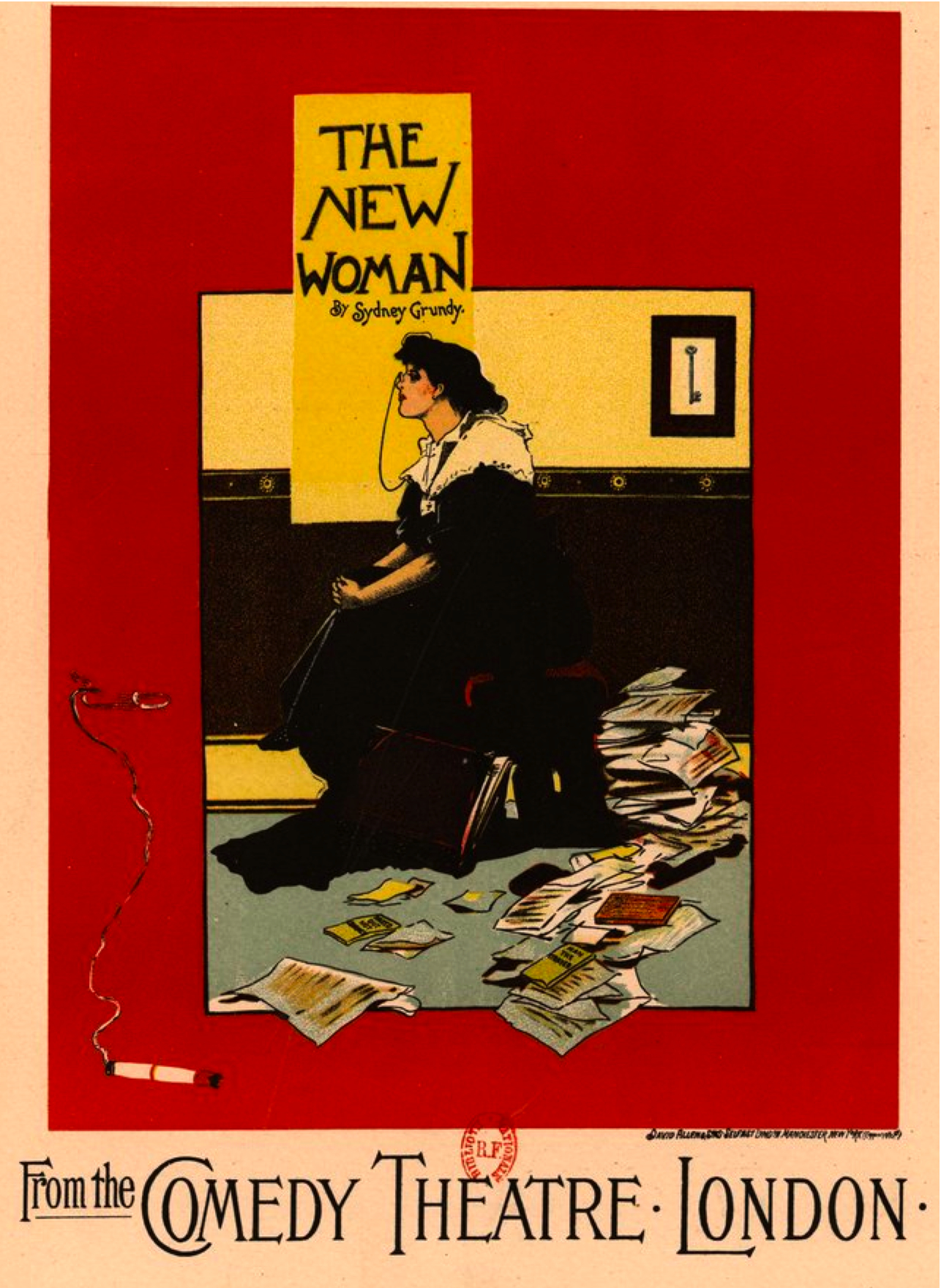
'The New Woman' of Sydney Grundy. Comedy Theatre, London (1894).
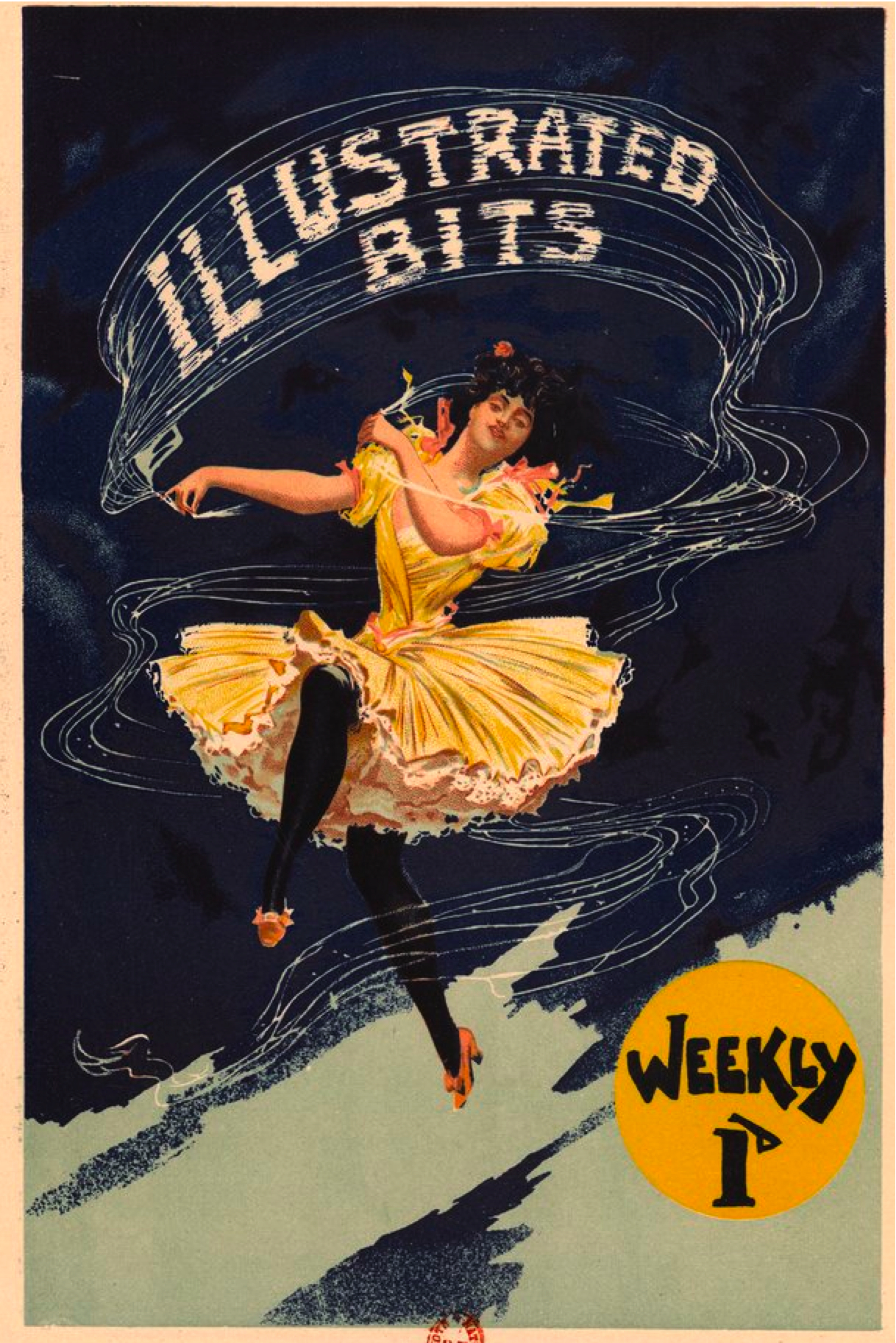
The Illustrated Bits (Londres, 1896).
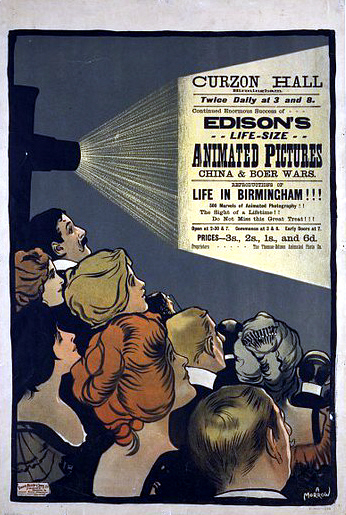
Spectacle au Curzon Hall, (Birmingham), vers 1902.